# Сліпий жебрак з хлопчиком поводирем
Сліпий жебрак з хлопчиком поводирем (англ. Blind Beggar and his Boy) — картина побутового жанру, котру створив неаполітанський художник Хосе де Рібера (1591—1652), іспанець за походженням.

## Витоки сюжету
У літературі Іспанії з середини 16 ст. мав популярність шахрайський роман. Так, 1554 року був надрукований роман без вказівки автора. Це виявився твір письменника Ласарільо де-Тормеса, що розповідав про важке існування старого і жорстокого сліпця та його ображеного і підступного поводиря, котрий наважувався красти у сліпого частку грошей і їжі, здобутих як милостиня.
Події шахрайського роману були відомі іспанським художникам. Так, побутові картини раннього періоду творчості Дієго Веласкеса зі сценою «Сніданка» теж трактують як сцени, навіяні якимось шахрайським романом.

## Опис твору
Лише формально картина Хосе де Рібери пов'язана із канвою шахрайського роману. Вона більше схожа на сценку з важкого життя неаполітанських жебраків. Важко знайти в картині і натяки на жорстокість сліпого чи на підступність ображеного поводиря.
Старий сліпий утримує у руці кухлик із папірцем, на котрому прочитують заклик до милосердя та нагадування добродіям про благодійність. Схожий за змістом напис має й інша картина Хосе де Рібери — «Кульгавчик», створена 1642 року і котру зберігає музей Лувр. Таким чином, картина Рібери не стільки посилання на шахрайський роман, скільки могутнє звертання до глядачів з проханням не забувати про благодійність.
Картини середнього періоду творчості художника часто зберігали похмуру і темну гаму кольорів. Все це притаманно і картині «Сліпий жебрак з хлопчиком поводирем», що посилювало її неприхований драматизм. В цьому настрій картини Рібери перегукувався із творами римського послідовника Караваджо — Валантена де Булоня, ще одного видатного майстра драм у живопису 17 століття. Лише з роками, під впливом і знайомством зі світлими гамами картин італійських майстрів і Веласкеса, що відвідав Ріберу у Неаполі, Рібера звернувся до використання більш яскравих і досить індивідуально знайдених кольорів.